# Allen Robinson
Allen Bernard Robinson II (Detroit, 24 agosto 1993) è un giocatore di football americano statunitense che milita nel ruolo di wide receiver per i Pittsburgh Steelers della National Football League (NFL). Al college ha giocato a football alla Pennsylvania State University.

## Carriera

### Jacksonville Jaguars
Robinson fu scelto nel corso del secondo giro (61º assoluto) del Draft NFL 2014 dai Jacksonville Jaguars. Dopo non avere ricevuto alcun passaggio nel debutto in carriera contro i Philadelphia Eagles, la domenica successiva guidò la sua squadra con 4 ricezioni per 75 yard. Nella settimana 7 contro i Cleveland Browns ricevette da Blake Bortles il primo touchdown in carriera, contribuendo alla prima vittoria stagionale di Jacksonville. Il secondo invece lo segnò tre settimane dopo contro i Dolphins. La sua stagione da rookie si concluse con 48 ricezioni per 548 yard e 2 touchdown in dieci presenze, di cui otto come titolare.
Robison si affermò nella stagione 2015. Nel secondo turno ricevette un nuovo primato personale di 155 yard e con 2 touchdown portò i Jaguars alla prima vittoria stagionale contro i Dolphins. La sua stagione si chiuse guidando la NFL in touchdown su ricezione con un 14 (assieme ad altri due giocatori, un record di franchigia) e 1.400 yard ricevute, venendo convocato per il Pro Bowl al posto dell'infortunato Calvin Johnson.
Nella prima gara della stagione 2017, Robinson si ruppe il legamento crociato anteriore, venendo inserito il lista infortunati.

### Chicago Bears
Il 13 marzo 2018 Robinson firmò un contratto triennale del valore di 42 milioni di dollari con i Chicago Bears.
Nel marzo del 2021 i Bears applicarono su Robinson la franchise tag.

### Los Angeles Rams
Il 17 marzo 2022 firmò un contratto triennale dal valore di 46,5 milioni di dollari con i Los Angeles Rams. Il primo touchdown con la nuova maglia lo segnò nella vittoria del secondo turno contro gli Atlanta Falcons. Disputò come titolare le prime dieci partite della stagione, ricevendo 33 passaggi per 339 yard e 3 marcature. Fu inserito in lista infortunati il 29 novembre 2022.

### Pittsburgh Steelers
Il 18 aprile 2023 Robinson fu scambiato con i Pittsburgh Steelers.

### New York Giants
Il 9 maggio 2024 Robinson firmò con i New York Giants. Il 27 agosto fu svincolato.

### Detroit Lions
Il 28 agosto 2024 Robinson firmò con la squadra di allenamento dei Detroit Lions.

## Palmarès
- Convocazioni al Pro Bowl: 1

2015
- Leader della NFL in touchdown su ricezione: 1

2015